# Керетик Землевладелец
Керетик Землевладелец (валл. Ceretic Guletic; умер ок. 440 года) — король Альт Клуита приблизительно c 410 года.

## Биография
Первоначально Керетик был вождём дамнониев, обитавших к северо-западу от Адрианова вала. Когда римские легионы покинули Британию, он создал государство Альт Клуит, в которое помимо дамнониев вошли нованты и селговы. Его предки — вожди дамнониев — находились на службе у римлян, охраняя их территорию от пиктов, с которыми и Керетику пришлось воевать лично после создания Альт Клуита. Столицей владений Керетика стал римский город Дин-Британн (Данбартон).
Из двух сохранившихся писем святого Патрика одно адресовано бриттскому правителю Коротику (лат. Coroticus). В нём миссионер сурово критикует короля за дружбу с язычниками-скоттами и с пиктами, оставившими христианство, а также за убийства, захват в плен и продажу в рабство ирландцев, недавно крещённых Патриком. Коротик отождествляется с Керетиком Землевладельцем главным образом на основании глоссы VIII века к письму Патрика.
Керетик также появляется в валлийских «Харлеанских генеалогиях» как правитель Альт Клуита. В ирландской «Книге Армы» Керетик фигурирует как «Керетик, король Высоты [Клайд]» (лат. «Coirthech rex Aloo»).
Около 440 года Керетик умер и королём Альт Клуита стал его сын Кинуит ап Керетик.